# Berlin Friedrichstraße

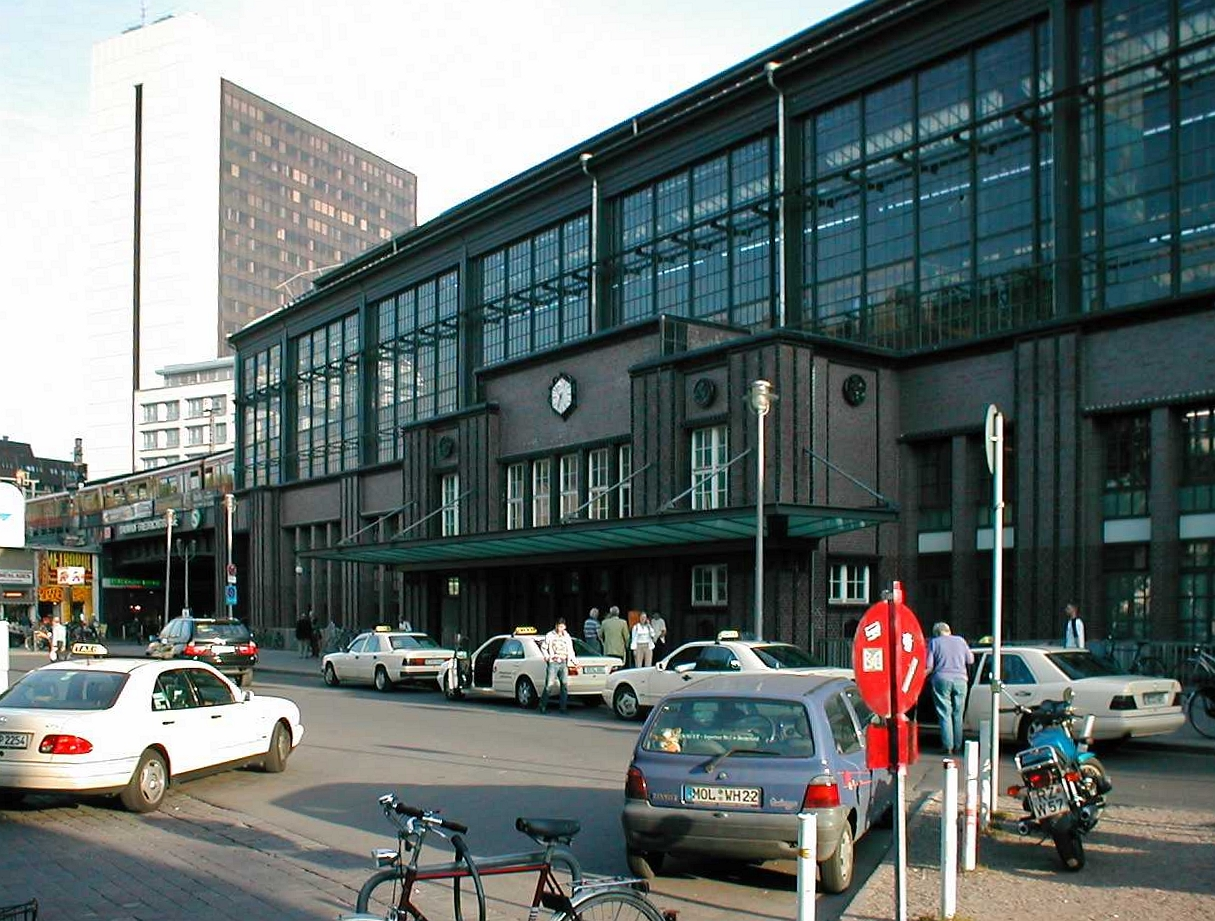
Główne wejście

Berlin Friedrichstraße – dworzec kolejowy położony na linii kolei wiaduktowej w Berlinie, w dzielnicy Mitte, w okręgu administracyjnym Mitte, przy jej skrzyżowaniu z Friedrichstraße. Pod głównym budynkiem dworca znajdują się podziemne perony metra oraz S-Bahn. Na dworcu zatrzymują się pociągi regionalne (osobowe RB i przyspieszone RE).
Ze względu na centralne położenie w dzielnicy Mitte, przy jednej z głównych ulic (Friedrichstraße) i w pobliżu bulwaru Unter den Linden, Bramy Brandenburskiej oraz Reichstagu ma obecnie duże znaczenie w ruchu turystycznym, jednocześnie stanowiąc ważny węzeł przesiadkowy w ruchu miejskim.
S-Bahn i pociągi regionalne zatrzymują się na trzech peronach nadziemnych, oznaczonych licząc od południa A, B i C. Perony nakryte są dwunawową halą peronową. Podziemny peron linii metra U6 znajduje się w ciągu ulicy Friedrichstraße, zaś peron S-Bahn – wzdłuż Reichpietschufer (nabrzeża Sprewy), przez co w rzucie perony tworzą trójkąt. Stacja nie posiada wyodrębnionej hali wejściowej, wszelkie urządzenia służące odprawie i pobytowi podróżnych znajdują się pod peronami.

## Historia

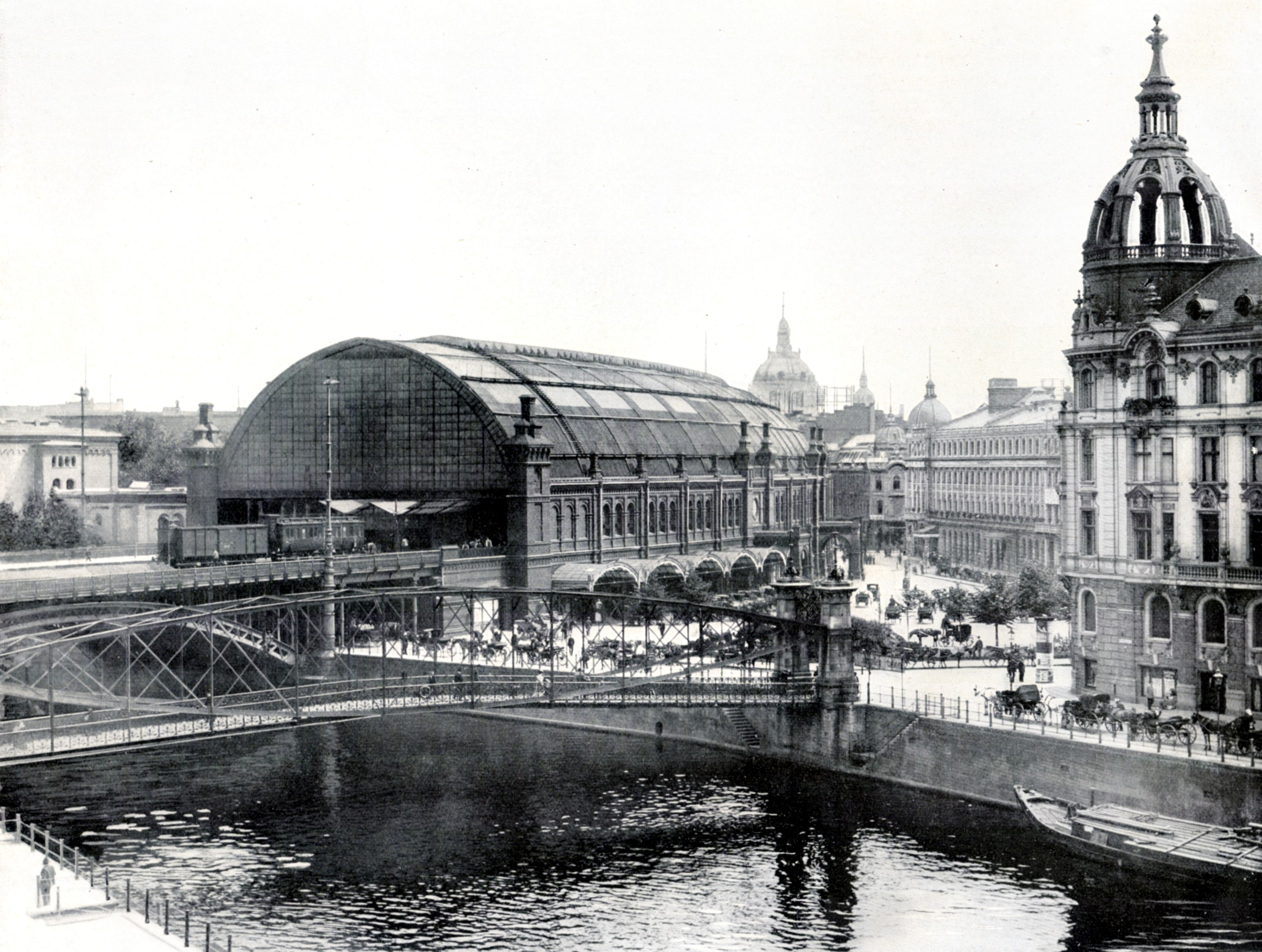
Dworzec Friedrichstraße w 1903 – przed przebudową

W 1878 rozpoczęto prace nad budynkiem dworca według projektu Johannesa Vollmera. Jego inauguracja nastąpiła wraz z uruchomieniem kolei estakadowej: 7 lutego 1882 dla pociągów lokalnych i 15 maja tegoż roku dla pociągów dalekobieżnych. Każda z linii posiadała wówczas na dworcu po dwa tory, każdorazowo z peronem centralnym. Poza głównym wejściem położonym po stronie północnej połączono wkrótce zachodni koniec peronu kolei lokalnej mostem przez Sprewę z Schiffbauerdamm. Ponieważ jednonawowa łukowa hala peronowa już przed I wojną światową stała się zbyt ciasna, została w 1914 wyburzona, jednak prace nad rozbudową dworca kontynuowano dopiero po wojnie. W latach 1919–1925 powstała według projektu Carla Theodora Brodführera istniejąca do dziś dwunawowa hala z trzema peronami, 30 stycznia 1923 otwarto linię metra, zaś w 1936 – tunelowa stacja S-Bahn. Jej budowa wraz z prowadzącym do niej tunelem ze względu na naciski rządu hitlerowskiego na prędkość robót pochłonęła wiele ofiar śmiertelnych.
W latach 1961–1990 znajdujący się na terytorium NRD dworzec stanowił kolejowe przejście graniczne między Berlinem Wschodnim a Zachodnim. 13 sierpnia 1961 wraz z wzniesieniem Muru Berlińskiego podzielono dworzec na kilka oddzielonych od siebie części:
- Podziemne perony metra i S-Bahn stanowiły przystanek przesiadkowy między eksterytorialnymi zachodnioberlińskimi liniami. Znajdowały się na nich kioski Intershop (odpowiednik polskiego Peweksu), miały też połączenie z przejściem granicznym.
- Perony nadziemne zostały rozdzielone stalową ścianą dzielącą halę między peronami B i C, odpowiadającą funkcjonalnie murowi berlińskiemu.
  - Większa, południowa część dworca, stanowiła stronę zachodnią – peron B był stacją końcową zachodnioberlińskiej linii S-Bahn, połączenie torowe na wschód zlikwidowano. Peron A stanowił stację kontrolną dla pociągów międzynarodowych w obu kierunkach.
  - Peron C w północnej części dworca stanowił stację końcową wschodnioberlińskich linii S-Bahn. Tory wybiegające na zachód były zabarykadowane, zaś hala obserwowana przez funkcjonariuszy straży granicznej i służb specjalnych. Ze względu na centralne położenie na tym peronie panował duży ruch pasażerski.
- Pomieszczenia pod estakadą (na poziomie terenu) mieściły placówkę straży granicznej z poczekalniami, aresztem i kantorem obowiązkowej wymiany walut.
- Ze względu na ciasnotę pomieszczeń straży granicznej wzniesiono później na trójkątnej działce na północ od dworca połączony z nim korytarzem budynek przejścia granicznego, nazywany przez ludność pałacem łez (niem. Tränenpalast)

Po zjednoczeniu Niemiec w latach 90. i w 2002 dworzec został gruntownie wyremontowany i przystosowany do dawnej funkcji dworca śródmiejskiego. Perony A i B służą odtąd pociągom regionalnym, zaś C – ponownie S-Bahn, jako peron przelotowy.